# Briquet Döbereiner

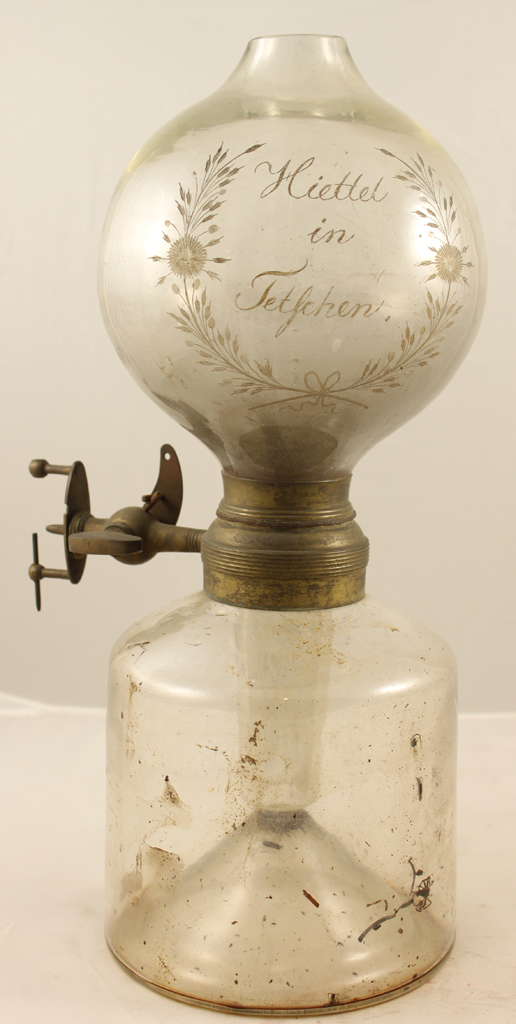
Lampe Döbereiner.

Le briquet Döbereiner est inventé en 1823 par le chimiste allemand Johann Wolfgang Döbereiner. Son principe est analogue à celui du briquet Fürstenberger : l'hydrogène faisant combustible est synthétisé par réaction d'acide sulfurique sur du zinc. Il fut commercialisé jusque vers 1880.

## Principe de fonctionnement
- a. cylindre en verre
- b. bouteille
- c. fil
- d. zinc
- e. robinet d'arrêt
- f. bec
- g. éponge en platine

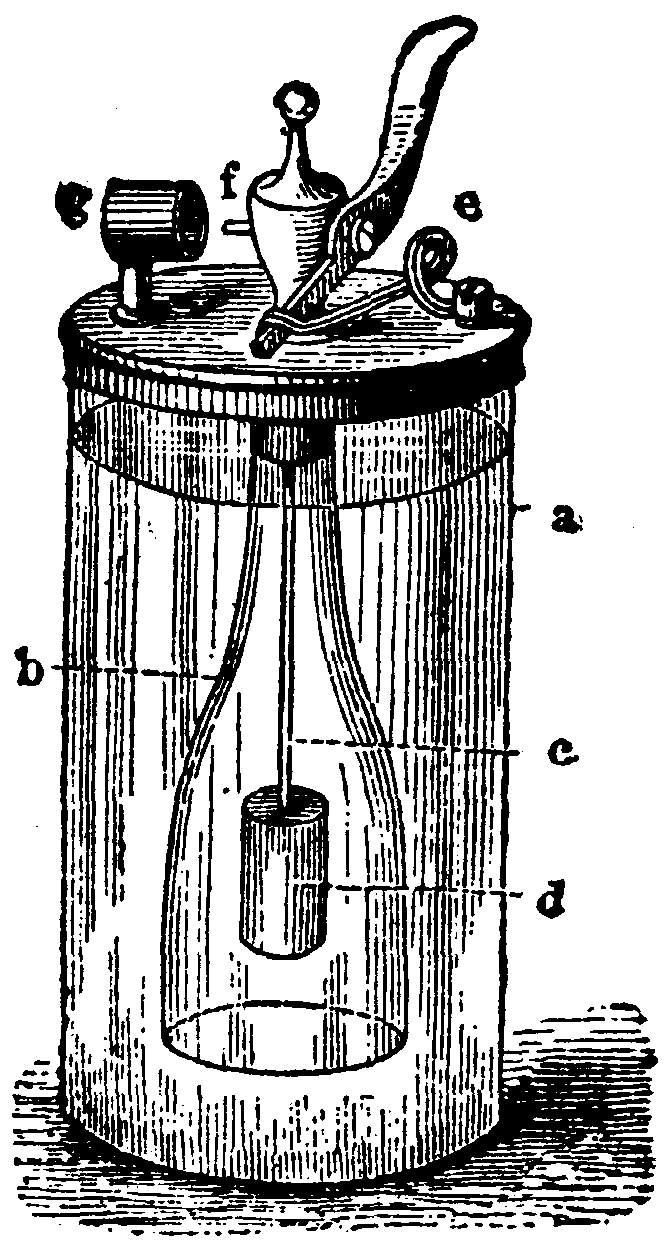

Un contenant partiellement rempli d'une solution d'acide sulfurique diluée est surmonté d'un mécanisme de diffusion gazeuse. Une électrode de zinc trempe partiellement dans la solution, étant surmontée par un autre contenant qui reçoit le gaz d'hydrogène produit par le contact du zinc dans la solution. Lorsque le bec du mécanisme supérieur est ouvert, de l'hydrogène gazeux s'échappe dans une éponge en platine. Le platine catalyse l'hydrogène ainsi produit avec l'oxygène atmosphérique, ce qui réchauffe l'éponge au point d'enflammer l'hydrogène qui n'a pas réagi avec l'oxygène ; la flamme ainsi produite est petite et stable,,.
Ce briquet servait à allumer des feux de foyer et des pipes. Selon certaines rumeurs, il s'en serait vendu pour plus d'un million dans les années 1820. Le premier et le plus grand fabricant était Heinrich Gottfried Piegler à Schleiz (Allemagne).
Ce briquet est exposé au Deutsches Museum et dans la pharmacie historique du château d'Heidelberg.